# Dasyprocta azarae
L'aguti di Azara (Dasyprocta azarae H. Lichtenstein, 1823) è un roditore della famiglia dei Dasiprottidi (Dasyproctidae).

## Etimologia
L'appellativo specifico azarae commemora il naturalista spagnolo Felix Manuel de Azara.

## Descrizione
L'aguti di Azara ha una lunghezza testa-corpo di 40-64 cm e una coda di circa 2,5 cm. Il peso di questo roditore oscilla tra uno e quattro chilogrammi. La pelliccia va dal bruno-verdastro al nero-verdastro ed è screziata di marrone più o meno scuro. Il dorso è generalmente marrone scuro, talvolta con riflessi arancioni, mentre il ventre è chiaro. La pelliccia della parte anteriore del corpo va dal giallastro al bruno-giallastro. I peli del mantello possono essere sia lucidi che opachi; quelli della parte posteriore del corpo sono più lunghi. L'aguti di Azara ha le orecchie prominenti, una forma del corpo arrotondata e la testa simile a quella di tutti i caviomorfi. Le zampe sottili hanno quattro dita funzionali e un pollice rudimentale sui piedi anteriori e tre dita su quelli posteriori. I molari hanno una corona cilindrica.

## Distribuzione e habitat
L'aguti di Azara abita le regioni orientali e centrali dell'America del Sud, nel Brasile orientale e sud-orientale, in Paraguay e nel nord dell'Argentina.
Questi roditori abitano principalmente nelle foreste pluviali e in altre zone umide, come le paludi. Raramente si possono trovare anche nella pampa aperta. Preferiscono gli habitat vicino all'acqua.

## Biologia
Gli aguti di Azara sono animali diurni, ma possono essere particolarmente attivi durante il crepuscolo.
Conducono un'esistenza prevalentemente solitaria, tuttavia sono monogami. Gli esemplari territoriali occupano aree fisse, le cui dimensioni dipendono dalla disponibilità alimentare della zona. Qui costruiscono dimore sotto le rocce o vicino agli alberi. I territori vengono difesi dalle intrusioni dei conspecifici. Gli aguti di Azara sono creature sociali che dedicano molto tempo a pulirsi a vicenda. Quando si sente minacciato, l'aguti può emettere dei richiami simili all'abbaiare di un cane.
L'aguti di Azara ha un udito eccellente che gli consente di individuare i predatori e localizzare il rumore prodotto dai frutti caduti. Ciò si riflette anche nell'anatomia dell'orecchio esterno.
Quando non è minacciato l'aguti di Azara si sposta al trotto o saltellando con una serie di brevi balzi. È in grado di nuotare e si trova spesso in prossimità dell'acqua.

### Alimentazione
Gli aguti di Azara sono onnivori, nonostante vengano per lo più considerati dei mangiatori di frutta.
È risaputo che si nutrono principalmente di noci, semi, frutti, radici e altre sostanze vegetali. Possono anche rompere le dure noci del Brasile, motivo per cui sono molto importanti per la loro dispersione. Talvolta gli aguti di Azara immagazzinano anche i semi di cui si nutrono e pertanto aiutano il rimboschimento delle foreste, in modo simile agli scoiattoli originari dell'Europa centrale. Spesso seguono le scimmie, che frequentemente lasciano cadere i frutti mentre mangiano. Possono causare danni nelle piantagioni di canna da zucchero e banane, dato che amano molto mangiarle. Poiché sempre più vasti appezzamenti di foresta vengono destinati all'agricoltura, l'aguti di Azara sta incrementando la propria dieta a spese dei raccolti.
Quando mangiano, gli aguti di Azara di solito si siedono sulle zampe posteriori e tengono il cibo con quelle anteriori.

### Riproduzione
Gli aguti di Azara raggiungono la maturità sessuale verso la fine del primo anno di vita; la stagione degli amori si protrae per tutta la durata dell'anno. Dopo un periodo di gestazione di circa 100-120 giorni, la femmina partorisce 1-3 piccoli. L'aspettativa di vita è di quasi 20 anni.

### Predatori
Nemici naturali dell'aguti di Azara sono i boa, lo speoto (Speothos venaticus), l'ocelot, il puma (Puma concolor), il giaguaro (Panthera onca) e l'uomo, che gli dà la caccia da migliaia di anni.
Quando si sente minacciato, può rimanere immobile, ma se la distanza di sicurezza viene superata, può correre via procedendo a zig-zag.

## Tassonomia
Ne vengono riconosciute due sottospecie: D. a. azarae H. Lichtenstein, 1823 e D. a. paraguayensis Liais, 1872.

## Conservazione
L'aguti di Azara è particolarmente minacciato dalla deforestazione, tanto da essere stato inserito nel 1996 tra le «specie vulnerabili» (Vulnerable). Anche la caccia a scopo alimentare contribuisce a metterne a rischio la sopravvivenza nelle aree maggiormente popolate.